# Janet Thompson
Janet Thompson (* 15. März 1956) ist eine ehemalige britische Eiskunstläuferin, die im Eistanz startete.
Ihr Eistanzpartner war Warren Maxwell. An seiner Seite gewann sie bei der Weltmeisterschaft 1977 in Tokio die Silbermedaille hinter Irina Moissejewa und Andrei Minenkow aus der Sowjetunion. Es blieb die einzige Medaille des Eistanzpaares. Die ersten Olympischen Spiele, bei denen Eistanz im Programm war, beendeten Thompson und Maxwell 1976 in Innsbruck auf dem achten Platz. 

## Ergebnisse

### Eistanz
(mit Warren Maxwell)
| Wettbewerb / Jahr         | 1974 | 1975 | 1976 | 1977 | 1978 | 1979 |
| ------------------------- | ---- | ---- | ---- | ---- | ---- | ---- |
| Olympische Winterspiele   |      |      | 8.   |      |      |      |
| Weltmeisterschaften       | 11.  | 8.   | 6.   | 2.   | 4.   | 5.   |
| Europameisterschaften     | 8.   | 7.   | 8.   | 4.   | 4.   |      |
| Britische Meisterschaften |      |      |      | 1.   | 1.   |      |